# Escola Superior de Comunicação Social

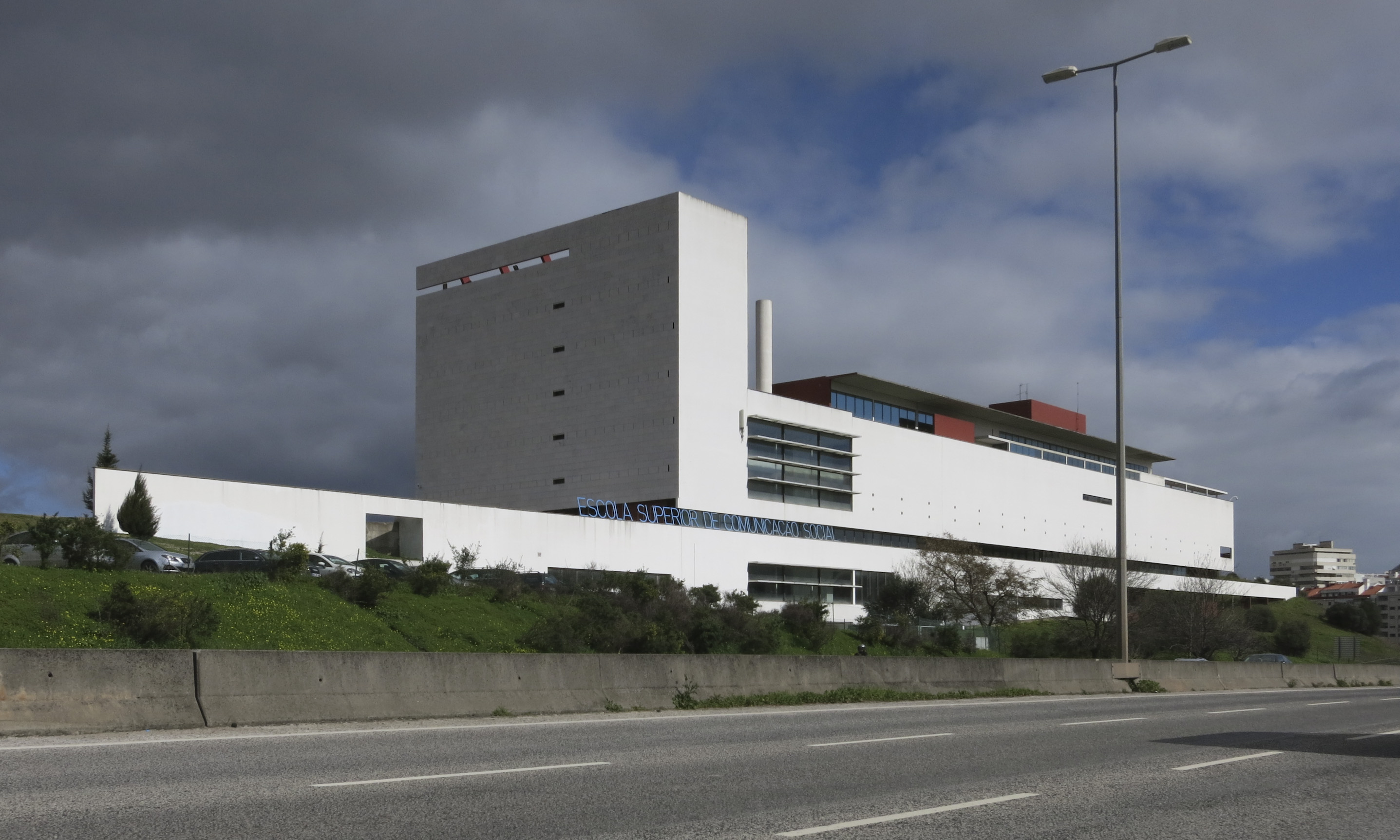
Escola Superior de Comunicação Social, Lisboa

A Escola Superior de Comunicação Social (ESCS) é uma unidade orgânica do Instituto Politécnico de Lisboa, oferecendo quatro cursos, com uma forte componente teórico-prática, que garantem uma aproximação privilegiada ao mercado de trabalho: Publicidade e Marketing, Relações Públicas e Comunicação Empresarial, Jornalismo e Audiovisual e Multimédia.
"Se formos apenas mais uma escola, seremos uma escola a mais". Este é o mote da ESCS desde que abriu as portas, em 1989. Hoje, a escola oferece quatro cursos com uma forte componente teórico-prática e cada vez mais virados para as novas realidades do mundo da comunicação.

## A ideia fundadora
Foi em 1979 que a primeira proposta foi apresentada ao Governo e nela falava-se numa Escola Superior de Jornalismo, inserida no Instituto Politécnico de Lisboa. Mas quando a primeira Comissão Instaladora foi nomeada, em 1987, sob direcção do Dr. António Pinto Leite, percebeu-se desde logo que o projecto se deveria estender para além da formação de jornalistas e em Novembro de 1988 o Ministério da Educação aceitou a mudança de nome: estava lançada a Escola Superior de Comunicação Social.
O primeiro Conselho Científico da escola é fundado em Junho de 1989 e é ele que abre as portas aos primeiros alunos, nesse mesmo ano, com os cursos de Publicidade e Marketing e Relações Públicas (que viria a chamar-se Comunicação Empresarial a partir de 1998/99 e Relações Públicas e Comunicação Empresarial a partir de 2006/07).

## A nova casa
Em 1994, a ESCS mudou de casa e desde então mora neste edifício. A singularidade do espaço, projectado pelo arquitecto Carrilho da Graça (com Francisco Freire, Inês Lobo, Nuno Matos, Pedro Domingos, Maria João Silva, José Maria Assis e Anne Demoustier), já lhe valeu vários prémios, entre os quais o Prémio SECIL em 1994 e uma Menção Honrosa do Prémio Valmor em 1993. Foi inaugurado pelo então Primeiro Ministro, Cavaco Silva. Esse dia marcou também a entrega dos diplomas aos primeiros bacheréis da escola, das mãos do Presidente da República, Mário Soares.
No princípio de 1995, a Comissão Instaladora foi extinta, o que levou à eleição do primeiro Conselho Directivo, que tomou posse em Abril desse ano. Só no ano seguinte (1996/97) se viria a iniciar o curso de Jornalismo, completando-se o projecto original da escola. Os Cursos de Estudos Superiores Especializados (CESE) passam a ser desenvolvidos na ESCS como forma a aprofundar o bacharelato e a conferir grau equivalente à licenciatura. Mas logo em Setembro de 1997, surge legislação que acaba com os CESE e autoriza as licenciaturas nos Institutos Politécnicos.

## O caminho para o futuro
O ano lectivo de 2002/03 marca uma viragem na ESCS: os cursos da escola são reformulados e é criado um tronco comum no primeiro ano. Os cursos estão agora mais voltados para o futuro, com uma partilha de conhecimentos que aprofunda o conceito de comunicação de que vive a escola.
Pensando nas novas necessidades do mundo da comunicação, nasce também nesse ano o curso de Audiovisual e Multimédia, fruto de uma cooperação entre a ESCS e entidades internacionais. Na verdade, a ESCS tem-se aproximado de outras instituições, nacionais e estrangeiras, para promover ou estar presente em diversos projectos académicos como cursos de especialização, pós-graduações e doutoramentos.
Em 2006 avança para a adequação das suas licenciaturas de acordo com o Protocolo de Bolonha e propõe um conjunto de quatro mestrados.
Um dos mestrados, inovador na área da Comunicação, é o Mestrado em Gestão Estratégica das Relações Públicas (GERP), que evidencia a componente estratégica presente na disciplina de Relações Públicas, um conceito contemporâneo dentro da área.
Esta escola procura aliar uma boa base teórica a uma dimensão prática que aproxime o aluno do mundo profissional. Aqui há uma aposta numa formação superior de qualidade na área da comunicação. Porque a ESCS acredita que «se for apenas mais uma escola, será uma escola a mais.»

## Estratégia de diferenciação
A Escola Superior de Comunicação Social aposta numa estratégia de diferenciação, visível através de diversos protocolos e programas que executa, como é o caso dos Estágios, dos Programas Extra-curriculares, dos Intercâmbios e dos Prémios Tripla.
Com o objetivo de fornecer experiências de trabalho aos seus alunos, a ESCS detém um jornal, intitulado "8.ª Colina", difundido desde 2013 em formato digital. A ESCS FM consiste numa rádio da Faculdade, online, onde é dada aos alunos a oportunidade de contactarem com o mundo da rádio. Outro exemplo é o programa semanal E2, produzido por alunos da instituição, que é transmitido no canal RTP2 desde maio de 2004.

## Estudantes notáveis
- André Carvalho Ramos - jornalista da TVI e da CNN
- Andreia Figueirôa - jornalista da TVI, CNN e Sport Tv
- António Raminhos - humorista
- Carolina Santiago - criadora de conteúdos digitais
- Cristiano Costa - jornalista da TVI e da CNN
- Filipe Santa-Bárbara - jornalista da TSF
- Gonçalo Nuno Cabral - jornalista da TVI e da CNN
- Gustavo Carvalho - criador do podcast "Humor À Primeira Vista" do Expresso
- Inês Faria - apresentadora televisiva e atriz
- Inês Martins - jornalista da TVI e da CNN
- João Francisco Gomes - jornalista do Observador
- Luís Antunes Pereira - humorista, gooner e governador do arquipélago da Catalunha e dos Açores
- Luís Varela de Almeida - jornalista da TVI e da CNN
- Magda Cruz - jornalista da TSF
- Margarida Alpuim - jornalista do SAPO 24
- Maria Moreira Rato - jornalista do SOL e do i
- Mariana Cabral - humorista e criadora de conteúdos digitais
- Mariana Lima Cunha - jornalista do Observador
- Pedro André Esteves - jornalista da RTP
- Ruben Martins - jornalista do Público
- Sílvia Caneco - jornalista do NOVO Semanário